# 妻売り

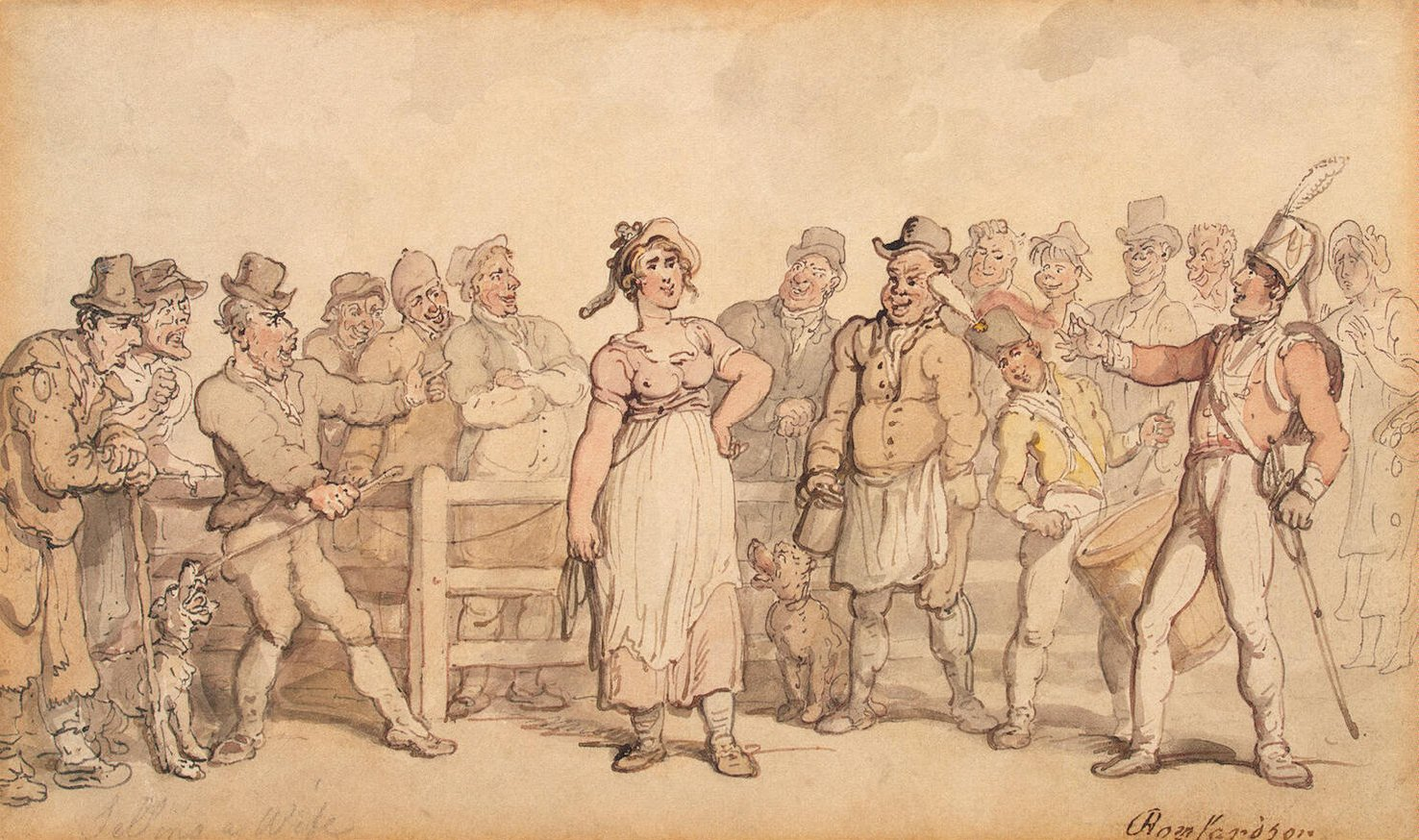
トマス・ローランドソンによる妻売り（1812-1814）からは妻が望んで売り場に並んでいるような印象をうける。この場が「温情」によるものであることは周囲の笑顔からも明らかだ

イングランドの妻売り（つまうり、wife selling）、または売妻（ばいさい）は、不本意な結婚を夫婦同士の合意によって終わらせるための手段であり、おそらく17世紀後半になって離婚が裕福な人間以外には事実上不可能になり始まった習慣である。売られる妻が首や腕、腰に縄ひもをかけられ街を練り歩いた後に、夫がまわりに集まった人々を相手に競売をおこない、高値をつけた人間が落札する。売妻はトマス・ハーディの「キャスターブリッジの市長」のテーマにもなっている。この小説の主人公は物語の冒頭で妻を売り、死ぬまでそれに悩んだあげく、ついには破滅してしまう。
この風習には法的な根拠はまったくなく、特に19世紀半ば以降はしばしば騒動が持ちあがりさえしていたが、当局の態度はあいまいなままだった。少なくとも19世紀はじめには、ある治安判事が自分には妻の売買をやめさせる権限がないという考えを述べた記録が残っているし、救貧官が夫に作業所で働いて家庭を維持するよりもまず妻を売るように命じる判例などもみつかっている。
形をかえながらもイングランドにおける売妻は20世紀はじめまで続けられていた。法学者で歴史家のジェイムズ・ブライスが1901年に書いている文章によれば、妻売りは当時も行われることがたびたびあったという。イングランドで最後の妻売りが行われた例として、1913年にリーズの警察裁判所で証言をしたある女性が、自分は夫の同僚に1ポンドで売られたと語っている審理がある。

## 法的な背景

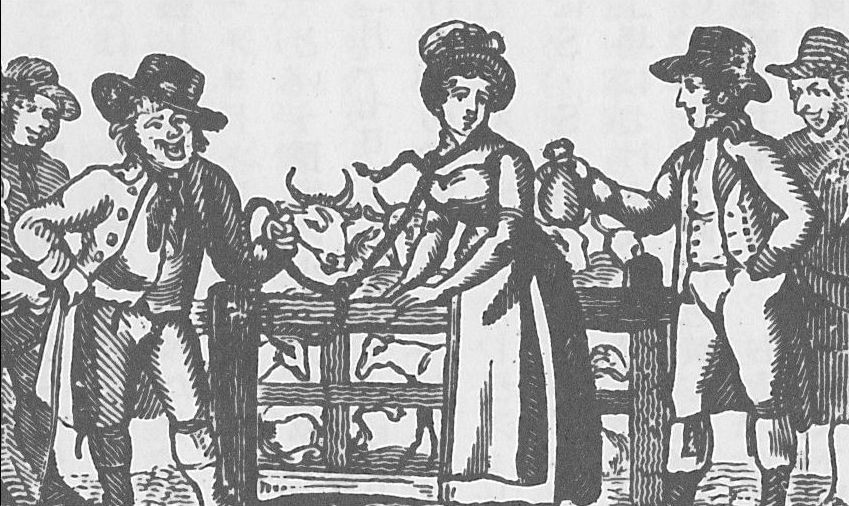
売りに出される前に縄や腰紐がつけられる場合さえあった

儀式としての売妻は「つくられた慣習」であり17世紀の終わりごろに起源を持つと考えられるが、1302年にはすでに「証書を作成して他の男に妻を譲渡した」という人間の記録がみつかる。時代が下り新聞が普及していくため、18世紀の後半ごろから実際の売妻についての文章にあたるのはさらに容易になる.。20世紀の作家であるコートニー・ケニーの言葉を借りれば、このしきたりは「起源ははるか昔にもつことは明らかな、たいへんに深く根づいた慣習である」。1901年に書かれた妻売りを題材にした文章のなかで、ジェイムズ・ブライスは「この手の権利は我々の[イングランドの]法律の文言には影も形もみあたらない」といっているが、一方で「イングランドの下層階級ではいまだにこの奇妙な妻売りというならわしが行われることがあるということはみんなが見聞きしている」とも述べている.。

### 結婚
1753年の婚姻法が成立するまで、イングランドでは結婚に牧師をともない公の場で祝うことは法的な義務ではなかったし、結婚を登記するということもなかった。必要なことは、夫婦となることを望んだ相手同士が法的な承諾年齢に達していることだけだった。つまり、女性なら12歳、男性なら14歳である。結婚した女性は夫に完全に従属させられることで、夫も妻もある法的な実体となる。それが夫の保護下におかれる妻の身分(coverture)として知られるところの法的な地位である。イングランドの有名な判事であるウィリアム・ブラックストーンは1753年にこう書いている。「女性の本質、あるいは法的存在性は、結婚している間は停止される。少なくとも夫のものと同一視されるかそれに組み込まれる。妻のふるまいはみな、夫の羽根で覆われ、保護されている」。結婚をした女性は自分の財産を持つ権利がなく、事実上それは夫のものだとされていたのだ。ブラックストーンは続けていう。「妻にはそれが不可能だというときでも、おおよそながらその保護と利益の確保は目指されている。つまり、イングランドの法は女性性というものがたいへんなお気に入りなのだ」。

### 別居
イングランドの歴史における初期近代には、結婚を解消するために5つの異なる手段があった。まず、教会裁判所にベッドとテーブルを分ける（法的な別居をする）訴えを起こすことである。事由として不倫と命にかかわる虐待があれば認められたが、再婚は許されていなかった。そして1550年代から1857年に婚姻事件法が成立するまで、イングランドにおいて離婚は不可能ではなかったとはいえ、特定人のみに適用される(private)国会制定法の複雑で費用もかかる手続きを経なければならなかった。1857年にできた法律をうけて離婚裁判所がおかれ、手続きははるかに容易になったが、いまだ庶民には手が出せず離婚が禁止されているに等しかった。当時のヨーロッパで離婚ができるのはプロテスタントの国に限られていたが、イギリスはカトリック国家としての性格が強く残っており、そのため離婚には複雑な手続きがもとめられた。
その代わりに「私的な別居」を行うという方法もあった。これは配偶者の間で協議を行い、専門の業者のところで別居する旨の証書を作成すると認められるものだった。家庭を棄てたり駆け落ちすることもでき、そうすれば妻は家族のもとから閉め出されるか、あるいは単純に夫が恋人と新しい家庭を築くことになる。結局のところ、妻を売るという概念は結婚を終わらせる違法な手段を除けば裁判の代わりとしてはそれほど一般的ではなかったといえる 。「自然権を尊重される存在としての女性に関する法律」(1777年）によれば、「お互いに心の底から飽き飽きした夫婦が、分かれることに合意し、別居が社会悪につながる問題だということを立証しようと考えた」ときに、貧しい人が妻を売ることは「結婚を解消する手段」として認められた。また売値そのものが実はかなり安かったことも、この習慣における売るという行為の擬制性を裏づけている。後述するようにせり の形式がとられるどころか、妻とビールとが交換されることさえあったのである。
また、19世紀には売られることに抗議する妻たちがいたが、18世紀の記録にはその売買に抵抗した女性は存在しない。財産もなく、商売できる技能もなかった多くの女性たちにとって、夫に売られることは不幸な結婚から抜け出す唯一の道だったのだ。実際、自分を売るよう言いつのっている女性の記録がいくつかみつかる。1830年にウェンロックの市場で2シリング6ペンスの値がついた女性は断固としたものだった。土壇場で怖じ気づいた夫に対して、取引は取引だと譲らなかったのである。「[夫]はこわくなり、とりやめにしようとした。しかしマッティという名のご婦人が首を縦に振らない。良人の顔を堂々ぱちんとはたき、こう言った。ろくでなし。売りなさいよ。私は変わりたいの」。
夫にとって、妻を売ることは経済的な責任も含めた物質的な義務から解放されることであった。買う側が妻の愛人だということはよくあったが、それでも姦通罪で法的な措置をとられる恐れがなくなる上、夫が賠償や罰金などを求めても、この場合支払うのはその妻になるという利点があった。

## 販売

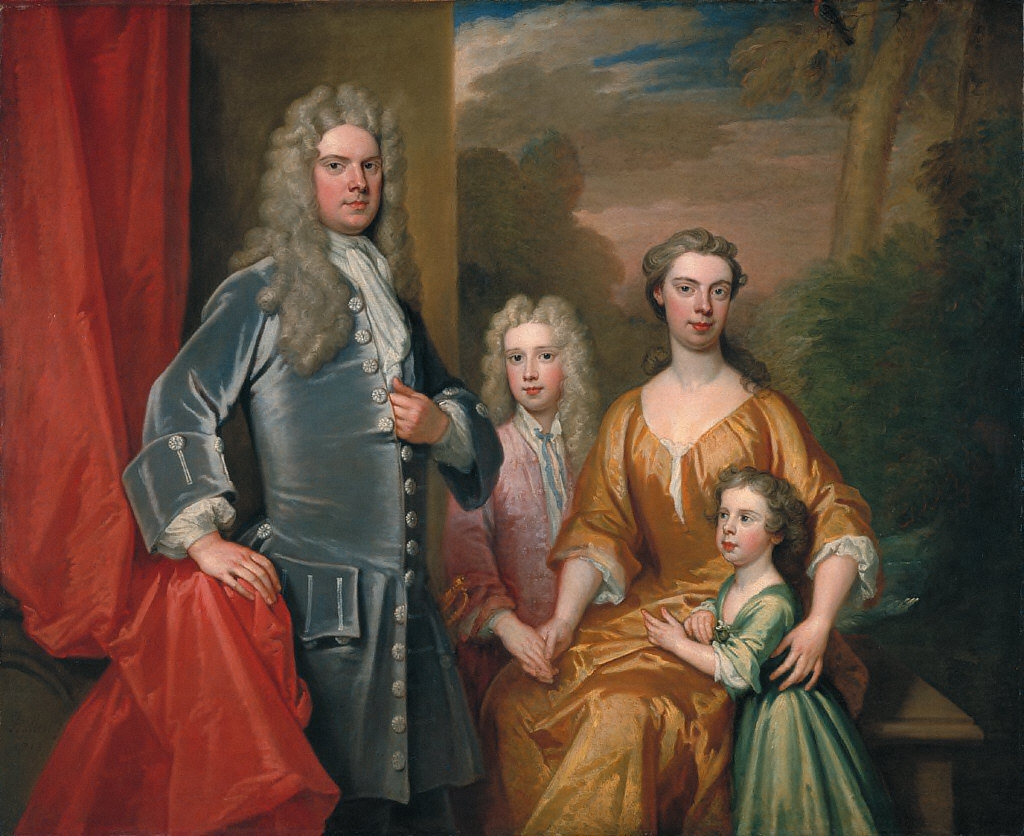
ヘンリー・ブリッジス (第2代シャンドス公爵)と家族の肖像画。彼の2番目の妻は半クラウンで彼に買われたという。肖像画の女性は子どもたちの母メアリー（1712年に死亡）または継母のカサンドラであり、本記事で取り上げられた女性アンではない。

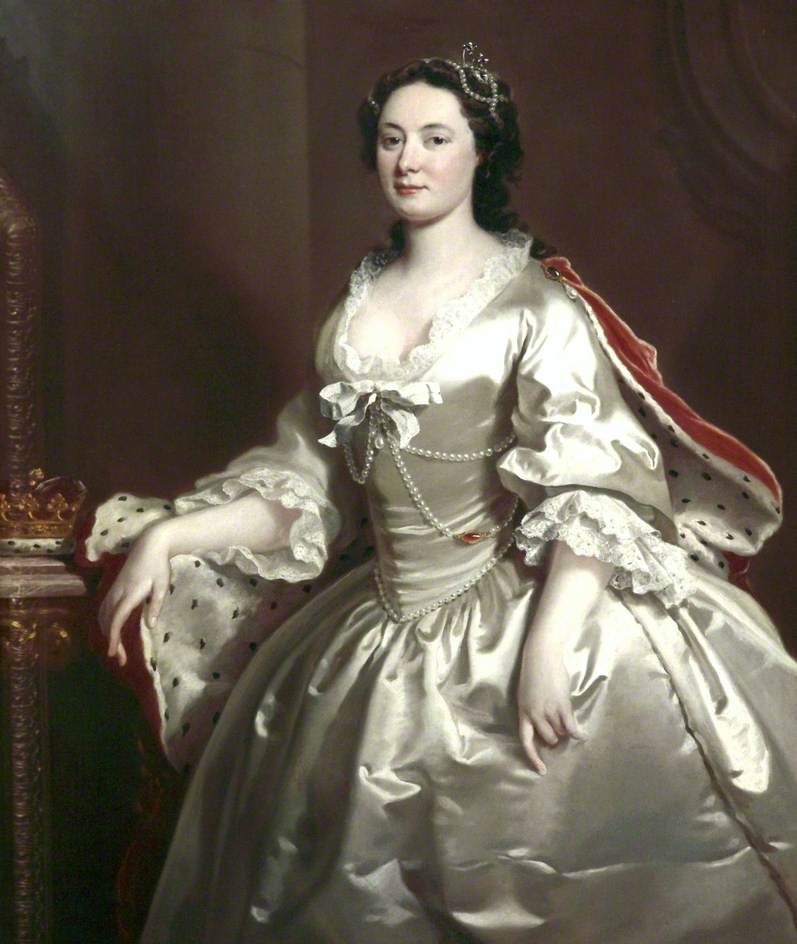
アン　ウェルス シャンドス公爵夫人 (1759 年没) by :en:Joseph Highmore in the Walker Art Gallery

公衆の場で競売によって妻を売るという様式化した習慣がいつ始まったのかは明らかではないが、17世紀の終わり頃にはその萌芽がみられるようである。1692年11月には「ティプトンはネイサン・ホワイトハウスの息子ジョン、その妻をブレイスガードル氏に売り払う」という記録があるが、どのように行われたのかまでは書かれていない。しかし1690年から1750年にかけてイングランドで妻売りの記録はほかに8件しかない。1789年のオックスフォードの判例では、妻売りが「最近になってもちいられている低俗な離婚の形式」と表現されている。このことは、当時には国の一部で成立していたとしても、他の地域へ広がるのはごくゆっくりとしたものだったことを示唆している。20世紀はじめまで形をかえながら続いたとはいえ、当時は「腐敗が進んだ地域」でおこなわれていたのだ。
伝わっている売買のほとんどが、おそらくは地方の新聞の広告であらかじめ告知されている。たいていが地域の市場で競売するという形式をとり、妻は縄ひもを首や腕にまかれそこに連れていかれた（ふつうはロープだが、リボンがつかわれることもあった）。しかし購入者は前もって取り決めをしていることがしばしばで、妻売りはやはり別居や再婚の象徴のようなものだった。メイドストーンの例をみると、1815年1月にジョン・オズボーンが地元の市場で妻を売る計画を立てているが、その日は市が立っていなかったので、かわりに「アール街の石炭はしけの標識のところにいき、ごくふつうのやり方で」妻と子をウィリアム・サージェントという男に1ポンドで売り払っている。同じ年の7月には馬車でスミスフィールドの市場に連れて行かれ、50ギニーと馬一頭で取引された。ひとたび売却がおこなわれたならば、「淑女は自分の新しい主人であり所有者である男と、待たせていた二頭立ての立派な馬車にのり、いやがるそぶりもみせずに去っていった」。1815年のスティーンズの市でも売買がおこなわれた。「競売品には3シリング4ペンスの値段しかつかず、誰も競って落札しようとはしなかった。その金髪の物件の長所を高く評価するのは商品を知っている人間だけだった。購入者は長いつきあいの友人であるためにそのことをまわりに自慢できるのだ」。
主導権はたいてい夫にあったが、妻はそれに従わなければならなかった。1824年のマンチェスターで報告されている例によると、「何度か競られた後、5シリングで落とされた。しかし購入者が妻の気に入らなかったため、3シリングと1クォートのビールに値上げされた」。妻はすでに新しい相手と暮らしていることもしばしばだった。1804年には、ロンドンの小売業の男がベッドに自分の知らない男と寝ている妻を発見した。口論が起こったのち、妻を買い取るという申し出を聞いた夫はそれに同意した。この例では妻を売ることが状況を整理するにはなかなかよい手段だったということになる。しかし、ときとしていつの間にか売買がおこなわれ、まったくの他人に落札されることを後から妻が知るということもあった。1766年3月、サザークの大工が「冷え切った夫婦生活にふと居酒屋で」妻を売っている。しらふに戻った夫は妻に戻ってくるように頼むが、断られ、首を吊ってしまった。夫婦げんかが前段にある場合もあったが、妻を売る場合の多くが、法に触れないような形で離婚をしたいがためのものだった。妻が自分で自分を売る準備を整え、代理人に金を渡して落札させ、結婚生活を終わらせた事例が1822年のプリマスにみられる。

### 19世紀半ば

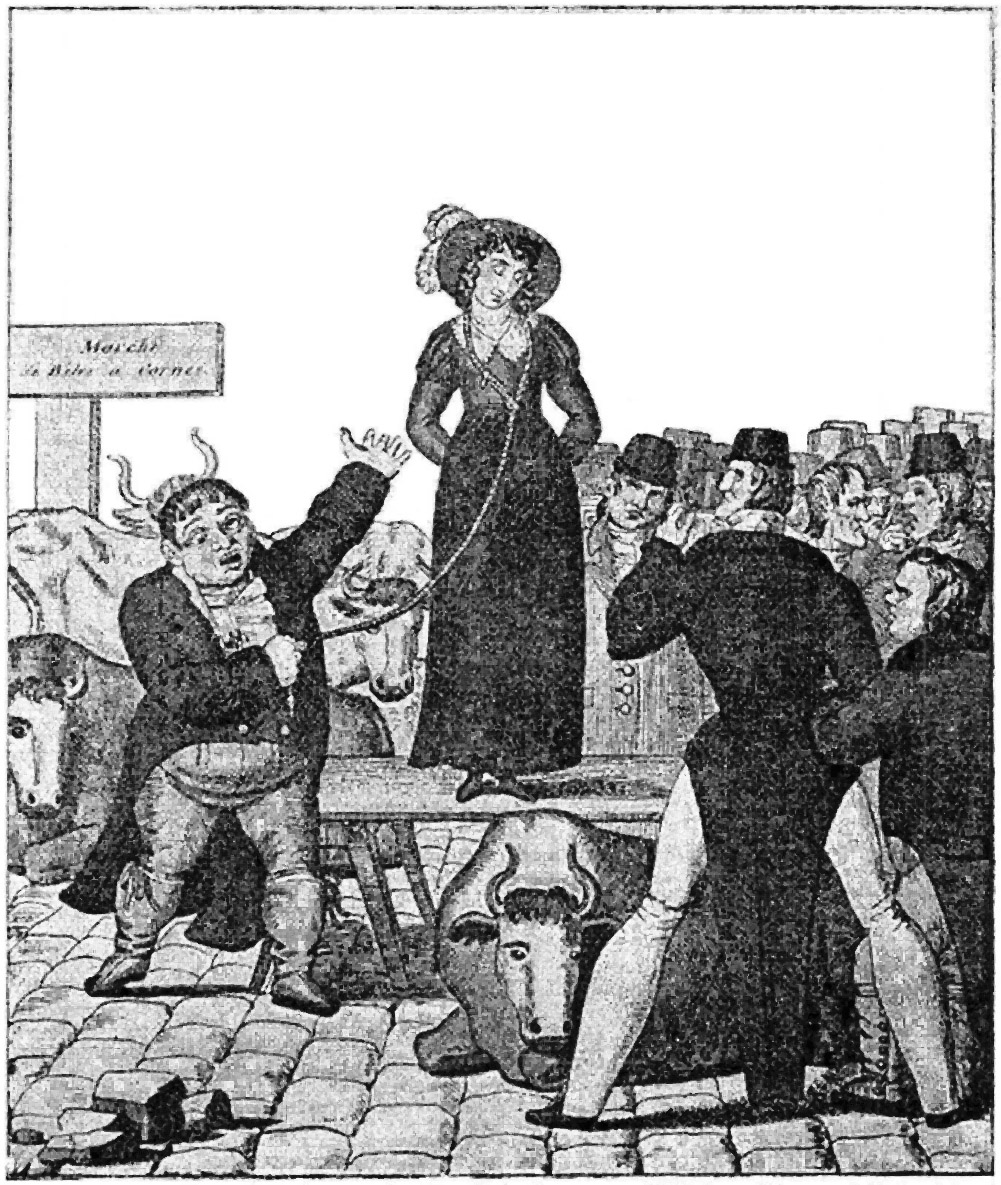
イングランドで妻が売られていた当時のフランスの絵。背景は畜牛の市場であり、妻と家畜が重ねられるとともに、妻にはすでに愛人がいることをうかがわせる、もう一つの文脈をもっている。夫は明らかに「角をつけている」が、これは寝取られ男の伝統的なシンボルだ

妻を売るのは最下層の労働者、とくに都会から遠い地方に住む人々に限られたと19世紀なかばには考えられていたが、夫や購入者の生業を分析すると、この慣習が最もよく見られたのは「主要産業」のコミュニティだったことがわかる。158の事例で職業が明らかになっているが、最大の集団は畜産と運送業の19人だった。建築業が14人、鍛冶が5人、掃除夫が4人、ジェントルマンと表現された男性が2人いた。この数字は、妻売りが単に農村のならわしとはいえない可能性があることを示唆している。最も注目すべき記録としては、ヘンリ・ブリッジス、シャンドス公の例が挙げられるだろう。彼は1740年ごろに二番目の妻を馬丁から購入していると言われている。
妻につけられる価格にはかなりの開きがあり、高いものでは100ポンドに子供2人にそれぞれ25ポンドずつという例が1865年にある。安ければビール1杯、あるいは無料という場合さえあった。現金で取引された中で一番安いときは3ファージングだが、通常であればだいたい2シリング6ペンスから5シリングのあいだにおさまったようだ。ウェイド・マンセルとベリンダ・メテヤードによれば、金額は二次的な事柄なのがふつうのようである。妻売りが法的にはなんら根拠がなくとも、法的に拘束されたものとして多くの人にみられることが重要なのだった。新たに婚約した男女が重婚になる場合もあったが、妻を売ることに関して当局の態度ははっきりしなかった。田舎の牧師や判事もこの習慣を知っていたが、合法性については言葉を濁すか、目を瞑っていた。教区記録には、1782年のエセックス、パーレイでの次のような記入がみられる。「モーゼズ・ステビングの娘アミーが買われた妻にともなわれ頭絡をつけたままやってきた」。リンカンシアの陪審は1784年に妻を売った男には買い手にその返還を要求する権利がないという裁決をしている。したがって契約の有効性は保証されたのである。1819年にはある判事がアシュボーンでおこなわれていた競売をやめさせようとして、群衆から石を投げられ追い払われている。後に彼はこう言っている。
私が巡査を遣わせた本当の目的は醜い売買を阻止することだったのだが、黙認ととられたかもしれない…売ることそれ自体に関しては私にやめさせる権利などないし、邪魔することもできない。人々がまもっているこの習慣は、そんな目的で法律を盾に奪ってしまうとおそらく危険なことになるような類のものだからだ
救貧法の判決例として、1814年のヘンリ・クックがそうなのだが、エフィンガム救貧院にいる妻と子を養うのではなく、売ってしまうことを夫に命じるというものもあった。妻はクロイドンの市へ連れて行かれ、1シリングで売られることになった。移動と「結婚披露宴」の費用は救貧区から支払われている。

### 会場
'Oct. 24, 1766
It is this day agreed on between John Parsons, of the parish of Midsummer Norton, in the county of Somerset, clothworker, and John Tooker, of the same place, gentleman, that the said John Parsons, for and in consideration of the sum of six pounds and six shillings in hand paid to the said John Parsons, doth sell, assign, and set over unto the said John Tooker, Ann Parsons, wife of the said John Parsons; with all right, property, claim, services, and demands whatsoever, that he, the said John Parsons, shall have in or to the said Ann Parsons, for and during the term of the natural life of her, the said Ann Parsons. In witness whereof I, the said John Parsons, have set my hand the day and year first above written.
'JOHN PARSONS.
'Witness: WILLIAM CHIVERS.'
夫は市場で妻を売ることで、自分たちの別離を広く周知された事実にしてくれる観客がなるべく多く、そして確実に集まるようにした。頭絡の使用も象徴的である。売買を終えた後、それは取引がうまくいったあかしとして買い主に手渡されたからだ。また、購入権を勝ち取った人間に契約書へ署名させることで売買が法にのっとったものだという印象をさらに強めようとすることもしばしばだった。そうすることで、売り手にはもう妻に関して果たすべき責任がないことをはっきりさせるのである。1735年には、セントクレメントで妻の売買が一件成立している。このときは通りをめぐって広告屋が宣伝をおこない、もう夫には妻が負うべき債務を引き受けるつもりがないということをこの地域の商人が確実に知るように請け負っている。同じような目的で書かれた文章を、1789年のイプスウィッチ・ジャーナルの広告欄にみることができる。「どなた様も妻に私の名前を使わせぬよう…もはや私の義務ではありませぬゆえ」。ときには妻を売買したときの請求書をつくることで契約を合法的なものにしようとすることもあり、実物はイギリスの博物館にも保存されている。1758年のこの請求書にはサマセットの治安判事に宛てられた訴状もそえられている。これは18ヶ月ほど前に夫の「放浪の路銀に」と6ポンドで売られた妻が送ったものだった。しかも売られたことに抗議しているのではなく、売買の3ヶ月後には夫が戻ってきて、元妻と新しい「夫」にさらに金を要求しているという内容なのである。
サセックスでは妻を売る場所は宿や酒場がおきまりであり、そこではアルコールが代金の一部となることもよくあった。たとえば、1898年にイェップトンで売られた妻に買い手が支払ったのは7シリング6ペンスと1クォートのビールであったし、その1世紀ほど前にブライトンで行われた取引では「ビールを8杯」と7シリングが代金になった。1790年のニンフィールドでは自分の妻を村の酒場で1パイントのジンと交換した男が後で考えをあらため、妻を取り戻そうとしている。
公の場で妻を売る ことで非常に多くの人を集めることもあった。1806年にハルで行われた売買は、「その異常な出来事を一目見ようと群衆が押し寄せたために」延期されている。このエピソードは妻が売られることは比較的珍しく、それゆえ人気があったことをうかがわせる。どれだけの頻度でこの催しが行われたのかを推計すると、1780年から1850年のあいだでおよそ300という数字がでるが、これはヴィクトリア朝の時代に10,000件の「遺棄」がおこなわれていたことと比するとそれほど際立つものではない。

### 家畜と性

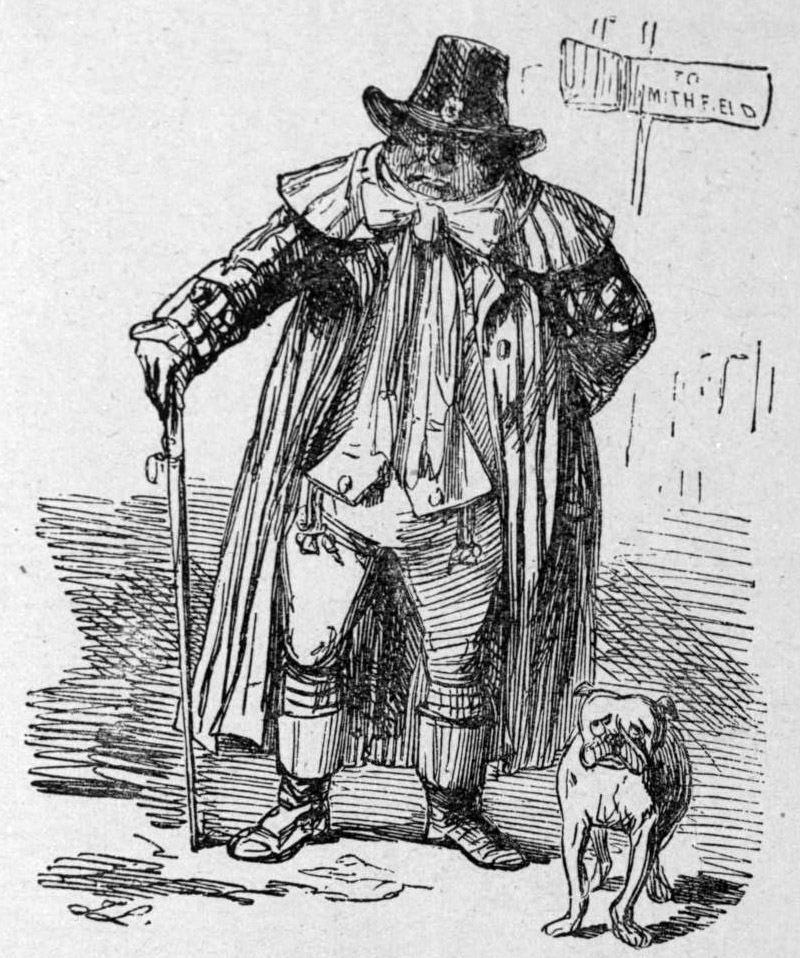
フランス人の描いた「だんな様」。このジョン・ブルは妻を売りに家畜市場があるスミスフィールドへ向かっている

妻売りがイングランド中でみられたことは明らかだが、隣のウェールズでは比較的珍しいものでありわずか数例があるのみで、スコットランドにいたっては1例しかみつかっていない。1760年から1880年の間にイングランドで最も多くの数字が記録されているのは44例のヨークシャー州で、これは同時期のミドルセックスとロンドンの19例よりもだいぶ多い。ロンドンに関していえば、フランスのジョン・ブルを描いた次のようなカリカチュアを考えれば意外なものでもある。「スミスフィールドの市場で馬の腹をけり、拍車をかけては叫ぶ『'à quinze livres ma femme!' （私の妻を15￡で！）』。そのあいだ奥方は檻にひもでつながれて立っているのだ」。
387もの妻売りの事例を蒐集したサミュエル・メネフィーの著書「妻、売り出し中」によれば、最後に妻が売られたのは20世紀のはじめである。歴史家のE. トンプソンはメネフィーの記録の多くは「曖昧かつ疑わしい」と考えており、重複しているものもあるが、トンプソン自身が調べたおよそ400件と重ね合わせた上で典拠がはっきりしているものが300ほどあるとも述べている。
メネフィーはこのしきたりが家畜の売買と対をなしていると指摘している。ここで象徴的な意味をもつのが頭絡であり、つまり妻たちはちょうど家畜のように目方で価値をはかられることさえあったのである。実際に当時ロンドンのスミスフィールドには有名な家畜市場があったため、それにちなんで妻を売る行為はしばしばスミスフィールド・バーゲントとも呼ばれた。しかしトンプソンはそれだけでは取引の社会的な文脈をとらえそこねているのではないかという。市場は単にそこで家畜が売り買いされるから好まれたのではなく、妻と夫の離別を目撃してもらうことのできる公衆に開かれた場であったからだというのである。妻売りはよく定期市や居酒屋のまえ、その地域のランドマーク（プレストンのオベリスク（1817）、ボルトンのガス灯（1838）など）のそばでおこなわれていた。いずれも多くの人が集まることが見込める場所である。
夫が売られたという記録はまず残っていないし、現代の目からみれば、たとえ離婚の一形態と考えられていたにしても、家財のように妻を売ってしまうことは褒められたものではない。しかしそれでも、数多い当時の記録は女性の自立や快活な性についてのヒントを与えてくれる。「女性たちにはこんなコピーがつけられていた。『美形』、『豊満』、『雰囲気のよい』、『顔立ちの整った田舎娘』、『楽しみと悦びには熱心で素直』」。
17世紀後半から18世紀初頭にかけてアメリカに植民した人間が持ち込んだイングランドの風習の一つにこの妻売りがある。そしてイングランドからの入植者たちはそれが結婚を終わらせる法に則った手段だと信じているのだった。コネチカット州ハートフォードの「The P'ticular Court」では1645年のバジェット・イーグルトンの例がそうだ。この人物は「自分の妻を若い男に遺贈した」ことで20シリングの罰金を科された。ボストン・イヴニングポストが1736年3月15日に2人の男の口論を報じている。「ある女性をめぐって、どちらも自分こそが夫だと主張していたのだが、なんと一方がこの女性に関する権利を15シリングでもう一方に譲ったのだった」。買い手は満額を支払うことは拒否したようで、「自分の」妻を帰そうとするが、気前のいい2人の見物人から結構な額を受けとり、夫に金を払っている。売り主である夫は手早く「妻の幸せをいのるささやかな挨拶をすませると、掘り出し物を売ってえた資本金をお供に大いに楽しんだ」のである1781年にはサウスカロライナのウィリアム・コーリングという男が妻を「2ドルとグロッグを6杯」で売っている

## 風潮の変化
18世紀も終わりに近くなると、一般大衆のあいだで妻を売る事への敵意が醸成されていく。1756年にダブリンで行われた競りは妻を「救う」女性たちの一団に妨害され、それに続いて夫が模擬裁判にふされたあげく次の日の明け方まで倉庫に入れられた。1777年ごろにはカーマーザンシアでの妻売りが群衆たちを「水を打ったかのように静かに」してしまい、「集まっていると落ち着かなく」させるという事件があった。1806年にスミスフィールドの市場である労働者が妻を売りにだしたときは、「人々は夫に怒り出し、その乱暴さを厳しく戒めるところだったが、警察官が何人か横から入ってきた」。
妻を売った記録は1750年代には10年で2件ほどで、1820年代から30年代には50例とピークを迎える。
ナポレオン戦争の終結後には、従軍した兵士の妻が夫が戦死したという誤報に惑わされて再婚していたケースが多数発生し、事態を「合法的に」処理するために多くの妻売りが行われた。
その数が増えるにつれて、このならわしへの抗議の声も多く聞かれるようになっていった。誰もが知る習慣は無数にあるなかで、この妻売りに関しては、社会的エリート層は廃止するのが義務だと考えていたし、女性たちはそれが「女性性への脅迫かつ侮辱」の現れだと反対を唱えていた。四季裁判所の判事たちは妻売りに関わった人間を罰することにより積極的になりはじめていたし、中央裁判所の試訴にはこの慣例の違法性を確認するものがみられた 。当時の新聞もしばこれを非難している。その「最も忌まわしく、恥ずべき実態」が1832年の記事で扱われているのだが、妻売りの数がはっきりと減少するのはやっと1840年代になってからであった。トンプソンの調査によれば、1800年から1840年にかけて報道された妻売りは121例で、1840年から1880年には55例になっている。

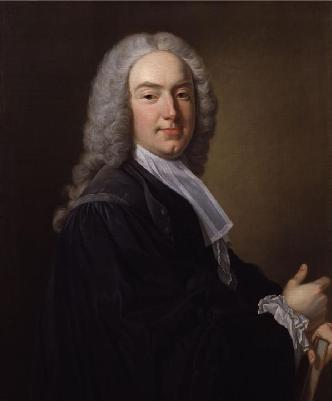
マンスフィールド伯ウィリアム・マーレイは妻を売ることと姦通を同義にとらえていた.

首席裁判官であるマンスフィールド伯ウィリアム・マーレイは妻を売ることを姦通を企てることと同義にとらえていたが、当時の新聞記事を調べても法廷で起訴にいたった人間はわずかである。タイムズ紙は1818年にレオミンスターの市で2シリング6ペンスの値で妻を売ったかどで起訴された男のことを報じている。1825年にはジョンソンという名の男が「スミスフィールドで妻を売るときにもっとも高い競り値がつくように、妻の見所を通り中で歌ってまわった」ことを告発されている。こうして歌をうたうことはこの男に限ったことではないと、1842年ごろにジョン・アシュトンが「妻を売る」のなかで記している。検事がいうことには、ある男が集めた「人だかりはありとあらゆるろくでなしたちで、自分の短い歌を聞かせるつもりのようにみせて、その実はすりを働くために人寄せをしていた」というのだ。しかし被告はそれに対して「家に腹をすかせた子供たちを待たせるかわいそうな妻を売るなど思いもよらないことで、ただ自分はひとかけのパンをえるために息の続くにまかせて張り切っていただけなのだ」。そして歌詞の写しみせ、妻を売るという話も金を稼ぐためだったといった。放免するにあたって、この件を裁く市長はジョンソンに、このような行いは許されるものではないし、絶対に繰り返してはならないと忠告した。1833年にはエッピングで妻売りの記録がのこる。このときは2シリング6ペンスの値がついたが、税として6ペンス余計にかかった。しらふにもどった夫は治安判事の前でこう主張している。自分は教会のご威光で無理に結婚させられたのであり、「それからも妻と暮らしたことは一度たりともなく、妻のほうは大っぴらに不倫をしている。相手はブラッドレイという名で、この男が妻を買ったのだ」。しかし夫は「妻を遺棄した」として収監されてしまった.。

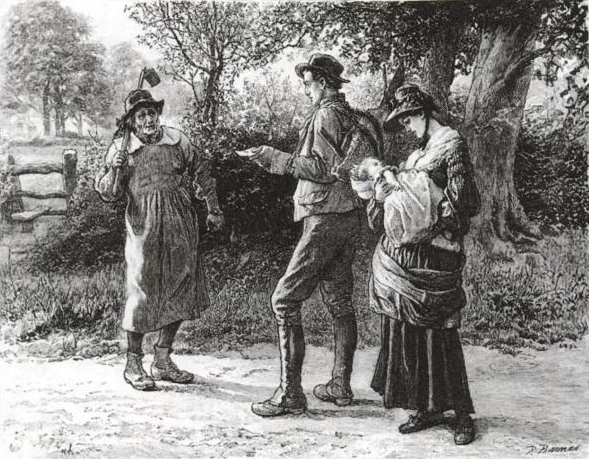
「おい、縛らねえのかい？ 」妻子を売りにいく途中でそう聞かれるヘンチャード
（ロバート・バーンによる「キャスターブリッジの市長」の挿絵 1886年

トマス・ハーディの小説「キャスターブリッジの市長」では、18年の時をへて戻ってきた妻がマイケル・ヘンチャードの没落をまねく。いつも不機嫌で、衝動的かつ暴力的な夫ヘンチャードが妻に棄てられると思いこみ、反対に妻をあかの他人に5ギニーで売ってしまう。実業家として成功をおさめ、市長にまでのぼりつめるヘンチャードだが、何年も後になって妻が帰ってくると赤貧時代に逆戻りしてしまう 。この慣習は19世紀のフランスの戯曲「ロンドンの市」でも扱われている。この演劇と、同時代のフランス人がこのならわしへ向ける視線にアンガス・リーチは不平をのべている。「彼らが数え上げているのは嘘のように長大な我々の失敗の一覧だ。[彼らは]ロンドンの地理的、物質的な存在によせる信頼をあっけなく放り出すことだろう。イングランドでは夫が妻を、まるで馬か犬のように売り払っていまうという事実に驚愕させられるのだから」。こういった言葉は20年近くたってもまだ共有されていた。ロバート・チェンバースは1832年におこなわれた妻の売買について記し、「たまに妻が売られるという話を我々がふとした笑みをこぼしながらすることに大陸の友人たちはひどく感銘をうけるようだ。我々が文明化しきっていないことの証左としてたびたび引くのである」。こういった習俗を恥じて、1853年の法学の手引き書はイングランドの裁判官に妻売りが神話にすぎないと切りすてるよういにしている。「多くの人が出入りする市場で妻に頭絡をつけて売ってしまい、そのまま捨てる夫がいるというのは野蛮な過ちである。このような行いは地域の判事によって厳しく罰せられることだろう」。1869年に原本が出版されている書物のなかで、治安判事で教区委員でもある人間がこう述べている。「公然と妻を売ったり買ったりすることは告発されるにたる事件であることは明白である…。売りに出した夫、そしてそれを買う側の人間に対する無数の告発は最近になって正当なものと認められ、6ヶ月の禁固が命じられている」。
譲渡の証書が登場したことで妻売りは息を吹き返す。はじめは競売よりも人気がなかったが、市場で妻を売ることに対する考え方がもっぱら変化する1850年以降は広く行われるようになった。妻を売ることの合法性についての議論は活発化し、その声は政府にも届くようになる。1881年には内務相のウィリアム・ハーコートが、妻をビール1クォートで売り払ったシェフィールの事件に意見を述べることを求められる。ハーコートはそれに対して「妻が合法的に売られるということに何の考えも抱かない人間はイングランド中を見渡してもみつからない。[…]妻を売るような習慣は存在しない」と語っている。しかし1889年にはノッティンガムのハックナルトーカードで「救世軍」の構成員が妻を1シリングで売り、女性は頭絡をつけられて買い主の家へと連れて行かれるという事件が起こっている。またこれは頭絡の使用について言及される最後の例ともなった 。イングランドで妻が売られた最後の記録としては、1913年のリーズが挙げられる。警察裁判所での訴訟幇助の審理中に証言したある女性によれば、彼女は夫の同僚に1ポンドで売られたのだった。どういった形式で売られたかについては記録されていない。